# Гангстер
Гангстер означава особу која припада некој криминалној организацији тј. на енглеском gang.

## Етимологија
се најбоље може превести као банда, иако не треба заборавити да се у Србији све до Другог светског рата овом речју означавала и музичка група. Описно можемо објаснити реч као групу од троје или више људи, који су, кроз организацију, формацију, и устројство деле заједнички идентитет. У савременој употреби најчешће означава криминалну организацију у целости или неке њене делове, мање целине. У раној употреби означавао је групу радника. У Уједињеном Краљевству реч се и данас користи у овом значењу иако је под утицајем америчког наречја, такође честа, и у пренесеном значењу. Реч gang скоро увек се употребљава у негативној конотацији. Такође је и у употреби реч mobster као синоним, који је иначе латинског корена.